# Vandewalle
Vandewalle, ook wel in de varianten Van de Wal, Vanderwal en Van der Wal, is een Belgisch/Nederlandse achternaam. Hij verwijst naar iemand die aan een (rivier)wal woont.
Volgens de SKEPP (Studiekring voor Kritische Evaluatie van Pseudo-wetenschap en het Paranormale) is er voor de theorie, dat  de achternaam van Charles de Gaulle uit Rijsel een verbasterde vorm van Vandewalle zou zijn, geen historisch bewijs. De SKEPP noemt de betreffende theorie een stadslegende, maar draagt op zijn beurt geen (overtuigend) historisch bewijs voor die kwalificatie aan.

## Naamdragers
- Eelke van der Wal
- Frederique van der Wal
- Jan Jaap van der Wal
- Jannes van der Wal
- Robert Van de Walle
- Nick van de Wall, ook bekend als dj Afrojack
- Adriaan Vandewalle, Belgisch kunstschilder
- André Vandewalle, historicus, stadsarchivaris Brugge
- Van de Walle, notabele en adellijke familie uit Brugge en het Brugse Vrije
- Jacques van de Walle, procureur-generaal onder het Franse keizerrijk
- Eduard René Van De Walle, de Belgische zanger Eddy Wally